# Regno di Etruria
Il Regno di Etruria (1801-1807) fu il nome assunto dallo Stato preunitario della Toscana durante una fase dell'epoca napoleonica, allorquando venne transitoriamente assegnato alla casata dei Borbone-Parma.

## Istituzione

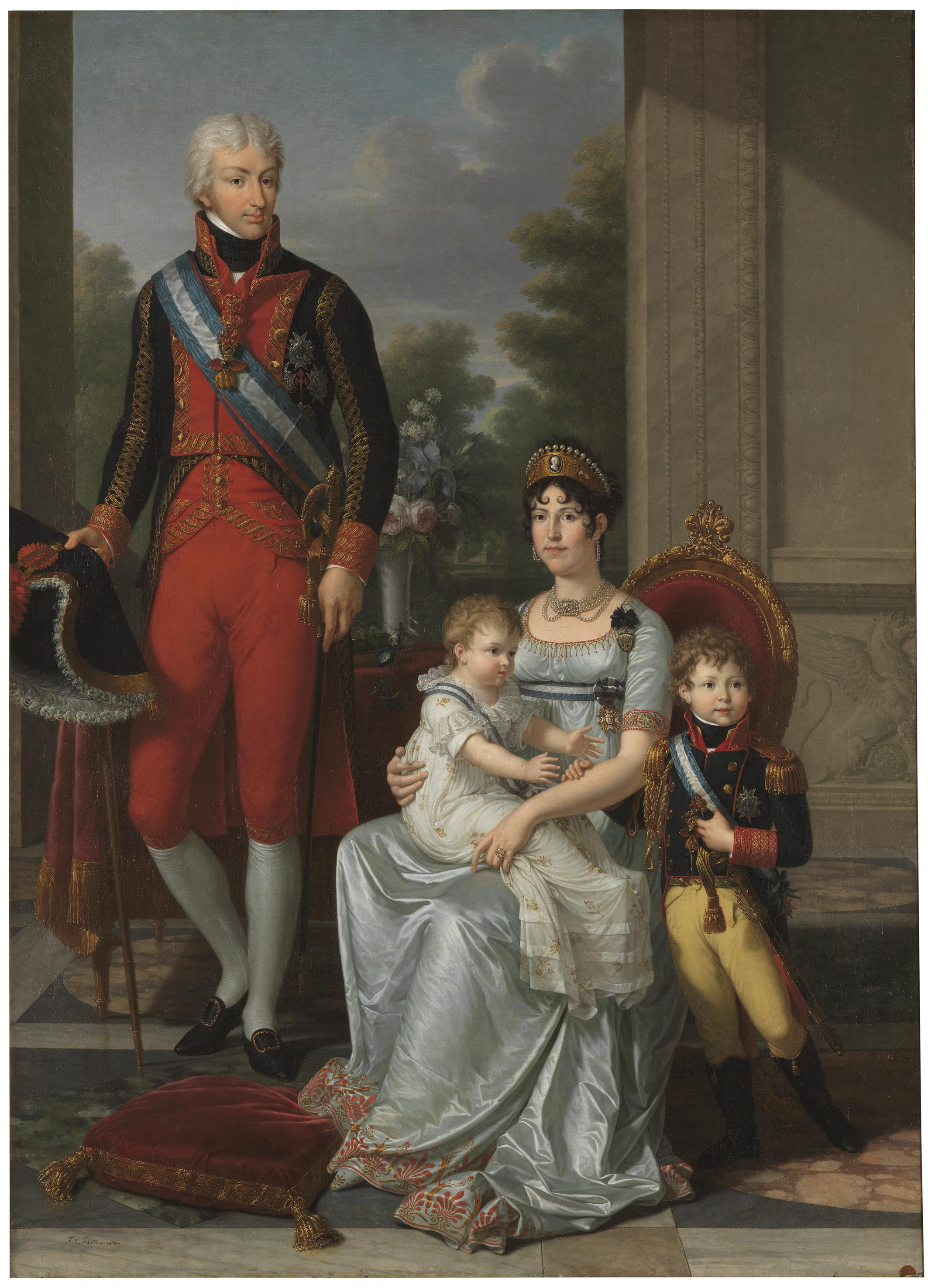
La famiglia reale d'Etruria

Fu costituito, al posto del Granducato di Toscana, da Napoleone Bonaparte, che in seguito ai trattati di Lunéville (9 febbraio 1801) con le potenze della seconda coalizione e di Aranjuez (21 marzo 1801) con la Spagna, designò re d'Etruria Ludovico I di Borbone, come compensazione per la rinuncia all'eredità del Ducato di Parma, che invece fu annesso alla Francia che incamerò anche la Louisiana, ceduta come dote dalla Spagna in qualità di capofamiglia borbonica e garante dell'accordo. Corollario dello scambio fu l'annessione toscana dello Stato dei Presidi, lasciato dal ramo napoletano della casata, da cui però fu distaccata Piombino, e l’isola d'Elba che i transalpini annetterono da tutti i vari dominatori per aggregarla al dipartimento del Golo.
Nel 1808 il regno fu soppresso e diviso - secondo l'uso francese - in tre dipartimenti denominati "del Mediterraneo" (Livorno), "dell'Ombrone" (Siena) e "dell'Arno" (Firenze), corrispondenti all'incirca, rispettivamente, alla costa tirrenica, alla parte meridionale ed a quella settentrionale della Toscana.

## Confini
Al momento della sua creazione il Regno di Etruria confinava ad ovest con il Mar Tirreno, a nord con la Repubblica di Lucca e la Repubblica Cisalpina, che lo delimitava anche ad est, insieme con lo Stato Pontificio, che a sua volta lo demarcava anche a sud. Comprendeva le exclave di Pietrasanta e di Barga da sempre territori granducali.

## Storia
Il Regno di Etruria ebbe una brevissima durata, dal 1801 al 1807, anno in cui, a seguito del Trattato di Fontainebleau (23 ottobre), fu annesso alla Francia.

Nel 1803 Ludovico I morì e gli subentrò al trono il figlio Carlo Lodovico, in nome del quale tuttavia regnò come reggente la madre Maria Luisa di Borbone-Spagna.

## Galleria delle bandiere e degli stemmi

Bandiere
Bandiera di Stato con Grande Stemma
Bandiera di Stato con Stemma semplificato
Bandiera della marina mercantile con Stemma semplificato
Bandiera della marina mercantile (usata da navi di piccolo tonnellaggio).

Stemmi
Grande Stemma
Medio Stemma
Stemma semplificato